# 井戸宇右衛門
井戸 宇右衛門（いど うえもん）は、安土桃山時代の武将。斎藤氏、森氏の家臣。

## 生涯
大和国の土豪・井戸氏の出身。
初めは織田信忠側近・重臣である斎藤利治の家老として仕え、天正10年（1582年）本能寺の変で利治が死去すると家督を継いだ兄の利堯に仕えた。利堯は織田信孝へと接近し、周辺の諸将と結んで同じ東美濃国の領主である森長可と争い勝利した（加治田・兼山合戦）。その後程なくして主君の斎藤利堯が病死した為、斎藤氏の領土は森氏に併呑された。
その後森氏の仕えた。加治田の降将達は「加治田衆」と呼ばれた。森長可に仕えた宇右衛門は名家の出身に加え武勇の持ち主であったため、そのまとめ役となった。長可が討ち死にした天正12年（1584年）の小牧・長久手の戦いには参陣せず、その跡を継いだ忠政を補佐し重臣格までのし上がる。慶長5年（1600年）に忠政が信濃国川中島に領替えされると、宇右衛門は葛尾城代に任じられる。同年の関ヶ原の戦いにおいては、森氏は徳川家康の命で真田氏の抑えとして出兵は差し止められており、徳川秀忠による第二次上田合戦の際にも海津城で待機していた。しかし忠政は傍観に徹せず、上田城攻撃の援護のために宇右衛門に単独で真田への牽制役を命じた。宇右衛門の兵は僅かであったが真田軍の北の備えである地蔵峠付近で戦いを繰り広げ、その中でも弟の傳三郎、彦五郎は戦功を挙げ加増されている。
しかし、その後に葛尾城が真田信繁の攻撃を受けた際に、忠政の井戸家への待遇に不満を持つ宇右衛門の家臣が主の不在中に独断で城門を開けて真田軍を呼び込み、二の丸まで攻め入られるという事態が起きた。また、宇右衛門も非常に仲が悪かった忠政の義兄・名古屋山三郎を優遇する忠政に不満を覚え、奉公を怠るなど忠政への反感を露にしていた。これらの出来事により、忠政の宇右衛門への信頼は失われ関係は悪化していった。
慶長8年（1603年）、森氏が美作国に転封し新しい拠点となる城の建設場所をめぐり忠政と対立。結局、忠政は宇右衛門の意見を無視して院庄への城の建設を指示し、この時に忠政は山三郎に宇右衛門の誅殺を命じたとされる。後日、建設現場で居合わせた宇右衛門と山三郎は口論となり、抜刀して斬りかかった山三郎を宇右衛門は返り討ちにした。しかし、他の森家臣もまた忠政の命を受けており、武芸に優れた者数人掛かりで宇右衛門へ囲んだ状態で襲い掛かり、抵抗したが不意討ちにより討ち果たされた。また弟の傳三郎・彦五郎も忠政の刺客により暗殺され、井戸家は断絶した。
この事件の余波は小さくなく、宇右衛門の義兄である森氏筆頭家老の林為忠は、忠政の裁定に怒り出奔し、城の建設予定地も鶴山に変更となっている（後の津山城）。

## 逸話
- 宇右衛門は武勇の剛の者であり、傾奇者の名古屋山三郎を一刀両断にした。
- 森忠政の美作国転封の際に、忠政付きの側近から「美作へと来れば確実に殺されるので信濃に残るべきだ」と忠告されていたが宇右衛門は「たとえ処断されても行く」とこれを固辞した。
- 徳川家康も宇右衛門の死を惜しみ忠政が駿府城へと参じた時にもしばらく忠政との面会を断ったという[1]。
- 山三郎と違い、宇右衛門は不細工であったという。
- 宇右衛門の死体は事件現場の南側、山三郎の死体は北側に埋められ、その場所にそれぞれ墓標として二本の松が植えられた。この松はどちらかが繁ると相手の側は生気を失ったかのようになるという事を繰り返していると伝えられ、いつしか「にらみ合いの松」と呼ばれるようになった。